# Kevin Cash
Pour les articles homonymes, voir Cash.
Kevin Forrest Cash (né le 6 décembre 1977 à Tampa, Floride, États-Unis) est un ancien receveur des Ligues majeures de baseball qui est l'actuel manager des Rays de Tampa Bay.
Sa carrière de joueur se déroule avec 5 équipes de 2002 à 2010. Receveur substitut, il remporte la Série mondiale 2007 avec les Red Sox de Boston et la Série mondiale 2009 avec les Yankees de New York.

## Carrière de joueur

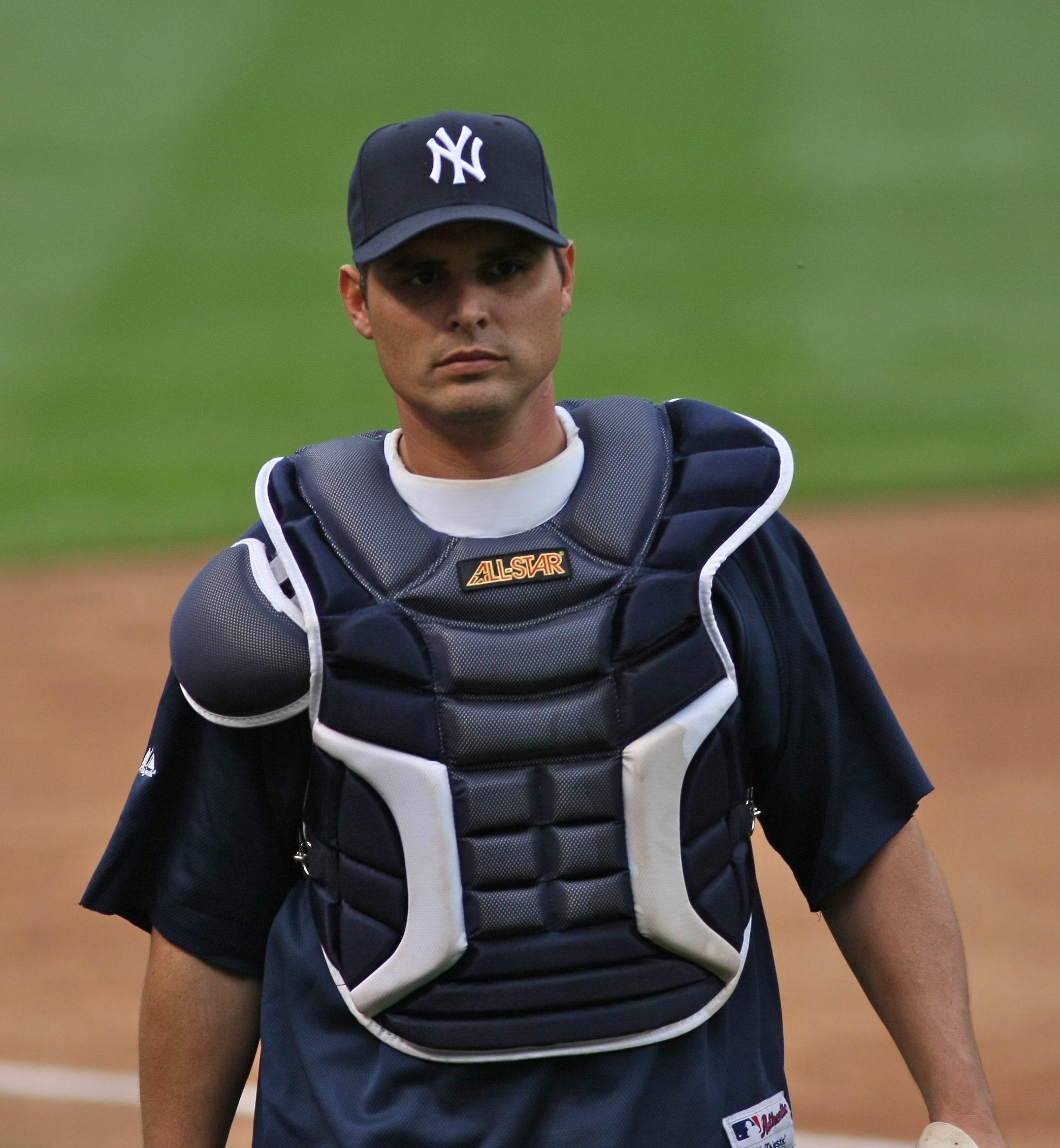
Kevin Cash jouant en 2009 pour les Yankees de New York.

## Carrière d'instructeur
Après sa carrière de joueur, Cash est dépisteur pour les Blue Jays de Toronto en 2012 et 2013 puis instructeur en 2014 dans l'enclos de relève des Indians de Cleveland.
Le 5 décembre 2014, Kevin Cash devient le 5e gérant de l'histoire des Rays de Tampa Bay. À 36 ans, il succède à Joe Maddon.